# Digital Video HT
Digital Video HT (Digital Video Home Theater) è una rivista periodica italiana con cadenza mensile di audio e video digitale, home theater.
Fondata nel 1999 da Paolo Nuti, inizialmente edita dalla Technipress, dal luglio 2009 è stata acquisita dalla casa editrice NewMediaPro. Digital Video HT è il membro italiano del Panel Video dell'EISA (European Imaging and Sound Association), composto da 13 riviste specializzate di Danimarca, Italia, Grecia, Germania, Francia, Finlandia, Svezia, Paesi Bassi, Repubblica Ceca, Russia, Ungheria, Spagna, Polonia.